# Claveral
Claveral és un indret i partida del terme municipal de Castell de Mur, dins de l'antic terme de Mur, al Pallars Jussà. És en territori de l'antic poble de Puigmaçana.
Està situat al sud de Puigmaçana i al sud-est del Corral del Sastre. En el seu extrem sud-oriental hi ha la Masia de Claveral. Travessen aquesta partida el Camí de Puigmaçana, pel costat est, i pel bell mig de la partida, un dels barrancs afluents del barranc de Lloriguer, que passa pel sud de Claverol.
En els mapes sol aparèixer en la forma Claverol, tot i que a nivell acadèmic està establert que ha de ser Claveral.
Es tracta d'una partida rural constituïda bàsicament per camps de conreu.